# Neutrebbin
Neutrebbin è un comune di 1 372 abitanti del Brandeburgo, in Germania.

Appartiene al circondario del Märkisch-Oderland ed è amministrato dall'Amt Barnim-Oderbruch.

## Monumenti e luoghi d'interesse

### Neutrebbin
Chiesa (Dorfkirche)
Edificio neogotico con torre sulla facciata, risale al 1817.

## Geografia antropica

### Suddivisioni amministrative
Il comune di Neutrebbin è suddiviso nelle 3 frazioni (Ortsteil) di Neutrebbin, Altbarnim e Alttrebbin.

### Esplicative
1. ↑  Letteralmente: «Trebbin nuova», in contrapposizione alla vicina Alttrebbin – «Trebbin vecchia».

### Bibliografiche
1. 1 2  Amt für Statistik Berlin-Brandenburg - Ente statistico Berlino-Brandeburgo
2. ↑  (DE) Institut für Denkmalpflege (a cura di), Die Bau- und Kunstdenkmale in der DDR. Bezirk Frankfurt/Oder, Berlino (Est), Henschelverlag Kunst und Gesellschaft, 1980,  p. 281, ISBN non esistente, IDN 810074435.
3. ↑  (DE) Hauptsatzung der Gemeinde Neutrebbin, § 4. (PDF), su barnim-oderbruch.de.